# Aspericreta crassatina
Aspericreta crassatina är en mossdjursart som först beskrevs av Campbell Easter Waters 1904.  Aspericreta crassatina ingår i släktet Aspericreta och familjen Smittinidae. Inga underarter finns listade i Catalogue of Life.